# Іночкін Яків Петрович
Яків Петрович Іночкін (нар. 3 березня 1906, місто Астрахань, тепер Російська Федерація — 31 грудня 1980, місто Обнінськ, тепер Російська Федерація) — радянський партійний діяч, 1-й секретар Актюбінського обласного комітету КП(б) Казахстану. Депутат Верховної Ради СРСР 1-го скликання (1941—1946).

## Біографія
Народився в родині робітника-котельника.
У квітні 1923 — серпні 1924 року — стрілець охорони Царицинського гарматного заводу «Барикади» в місті Царицині. У 1923 році вступив до комсомолу.
З серпня 1924 по листопад 1925 року — різноробочий, учень слюсаря паровозного депо станції Алят Джульфа-Бакинської залізниці. З листопада 1925 по серпень 1926 року жив у селі Антиповка Камишинського району Саратовської губернії, не працював.
У серпні 1926 — січні 1927 року — вантажник, культурник Нікітинського промислу тресту «Держрибтрест» міста Астрахані. З січня 1927 по червень 1928 року — браківник Астраханського скляного заводу. У червні — серпні 1928 року — учень продавця центрального робітничого кооперативу в місті Камишині.
Член ВКП(б) з липня 1928 року.
З серпня 1928 по лютий 1929 року — червоноармієць окремої роти конвойної охорони в Оренбурзі.
З лютого по грудень 1929 року — браківник Астраханського скляного заводу.
У грудні 1929 — березні 1930 року — голова наймитського комітету в селі Началово Зацаревського району Астраханського округ.
З березня 1930 по серпень 1932 року — майстер Сталінградського тракторного заводу імені Дзержинського в Сталінграді.
У серпні 1932 — січні 1933 року — студент Вищої школи професійного руху в Москві.
З січня 1933 по березень 1935 року — помічник начальника політичного відділу Старо-Каранської машинно-тракторної станції (МТС) в селі Новогнатівка Старо-Каранського району Донецької області.
У березні — листопаді 1935 року — секретар Дейнауського районого комітету ЛКСМ Туркменії. З листопада 1935 по жовтень 1936 року — інструктор ЦК ЛКСМ Туркменії в місті Ашхабаді.
З жовтня 1936 по липень 1938 року — слухач Всесоюзної академії соціалістичного землеробства в Москві.
У липні — серпні 1938 року — інструктор сільськогосподарського відділу ЦК КП(б) Казахстану в Алма-Аті.
У серпні 1938 — серпні 1943 року — 1-й секретар Актюбінського обласного комітету КП(б) Казахстану.
У вересні 1943 — вересні 1945 року — 1-й секретар Тракторозаводського районного комітету ВКП(б) в місті Сталінграді.
З вересня 1945 по серпень 1948 року — слухач Вищої партійної школи при ЦК ВКП(б) в Москві.
У серпні — жовтні 1948 року — в розпорядженні Сталінградського обласного комітету ВКП(б).
З жовтня 1948 по травень 1953 року — начальник політичного відділу і заступник начальника по політичній роботі Управління виправно-трудового табору і будівництва комбінату № 16 МВС СРСР в місті Ангарську Іркутської області, полковник. З травня 1953 по лютий 1954 року — начальник політичного відділу і заступник начальника по політичній роботі Китойського Управління виправно-трудового табору Головпромбуду МВС СРСР в місті Ангарську Іркутської області.
У лютому — квітні 1954 року — в розпорядженні політвідділу Головпромбуду МВС СРСР. З квітня 1954 по липень 1955 року — начальник політвідділу будівництва 442 МВС в місті Малоярославець Калузької області.
З липня 1955 по вересень 1956 року — заступник начачальника політвідділу підприємства а/с 276 Міністерства середнього машинобудування в Москві.
У вересні 1956 — травні 1957 року — заступник директора з господарських питань підприємства а/с 276 (Фізико-енергетичний інститут) в місті Обнінську Калузької області. З травня по вересень 1957 року — на пенсії в Обнінську.
З вересня 1957 по лютий 1958 року — слухач курсів перепідготовки викладачів при Московському державному університеті імені Ломоносова.
У лютому 1958 — червні 1963 року — завідувач кабінету кафедри марксизму-ленінізму вечірнього відділення Московського інженерно-фізичного інституту в місті Обнінську.
З червня 1963 року — на пенсії, директор Музею історії міста Обнінська.
Помер у місті Обнінську в грудні 1980 (за іншими даними, 1981) року.

## Нагороди
- орден Леніна
- орден Вітчизняної війни І ст.
- орден «Знак Пошани»
- медалі